# Aşağı Ağcakənd
Aşağı Ağcakənd (Armeens: Շահումյան Sjahoemian; ook: Ashagi Agjakand) is een “nederzetting” (qəsəbəsi) in Azerbeidzjan; het bevindt zich in het district (rayon) Goranboy. De plaats heette tot 1992 Sjahoemian, vernoemd naar de bolsjewistische leider Stepan Shahumyan, en had tot 1992 een overwegend etnisch-Armeense bevolking, hoewel de plaats niet binnen de Nagorno-Karabachse Autonome Oblast lag.
Toen op 2 september 1991 de Republiek Nagorno-Karabach werd uitgeroepen sloten de lokale autoriteiten van Sjahoemian zich hierbij aan. In de zomer van 1992 werd Sjahoemian veroverd door het Azerbeidzjaanse leger, waarna de Armeense bevolking naar Armenië en Nagorno-Karabach vluchtte. De stad Sjahoemian heeft sindsdien de naam Aşağı Ağcakənd gekregen en werd bevolkt door etnische Azerbeidzjanen die uit Armenië en Nagorno-Karabach hadden gevlucht..
Aşağı Ağcakənd telt 700 inwoners (01-01-2012).